# Айше Султан
Хасекі Айше Султан (не пізніше 1615—1680)  — хасекі султан Османської імперії, дружина османського султана Мурада IV.

## Біографія
Невідомий точний рік народження та справжнє ім'я Айше-султан.   
Айше фігурує у гаремних записах 1627 року тому, імовірно, саме в цей час вона стала наложницею Мурада.Її дітьми  були Ісміхан Кая султан та  Шехзаде Сулейман(не доведено)
Таємні реєстри гаманців фіксують присутність Айше, як єдиної хасекі  до появи другої  хасекі,яка стала кінцем її стосунків з Муратом, Платня Айше складала 2000 аспер на день у той час, як  платня другої хасекі на початку її кар'єри складала 2571; однак  через сім місяців стипендія невідомої хасекі була зменшена до 2000 і на цьому рівні вони обидві залишились до смерті султана Мурада.
Прикладом міцного зв’язку між Айше та Мурадом є той факт, що султан взяв Айше з собою під час свого походу на Єреван. «Улюблена султанка, яка була присутня під час походу, пішла вперед до Константинополя з шістьма галерами і пристала до кіоска Сінан-паші».
Померла Хасекі Айше Султан в 1680 році.

## Діти
Син
- шехзаде Сулейман (21 грудня 1627р — 1633)

Донька
Ісміхан Кая-султан (1633—1659)

## У культурі
- У серіалі «Величне століття:Нова володарка» роль Айше виконувала Лейла Ферай.

## Використані джерела
- Bairov, A. G. (2020). Osteopathy. Книга. Санкт-Петербург: Издательство "Политехника". ISBN 978-5-7325-1160-4.